# NGC 6573
NGC 6573 (другое обозначение — ESO 590-**7) — группа звёзд в созвездии Стрелец.
Этот объект входит в число перечисленных в оригинальной редакции «Нового общего каталога».